# حزب عمال إيران
حزب عمال إيران (بالفارسية: حزب رنجبران ایران) هو حزب سياسي إيراني ماوي في المنفى.
الحزب من دعاة نظرية العوالم الثلاثة، وأيد أبو الحسن بني صدر. حُظر في عام 1981.

## روابط خارجية
- الموقع الرسمي